# 中田薫 (廃墟愛好家)
中田 薫（なかた かおる、1968年 - ）は、廃墟愛好家、フリーライター、編集者、装丁家。新潟県出身。東京造形大学デザイン学科卒業。 神奈川県横浜市在住。

## 著書・作品

### 監修・編集
- 『ff(フォルティッシモ)—カルーセル麻紀ファーストPHOTO&ESSAY集』（2003年　大洋図書）　ISBN 4813010938

### 共著
- （中筋純・関根虎洸） 『廃墟探訪』（2002年　二見書房）　ISBN 4576021923
- （篝一光） 『激撮!!ストリートスクープ 新宿/歌舞伎町』（2005年　二見書房）　ISBN 4576050362
- （中筋純） 『廃墟本』（2005年　ミリオン出版）　ISBN 481302016X
- （中筋純） 『廃墟街道』（2005年　二見書房）　ISBN 457605130X
- （中筋純） 『廃墟彷徨』（2006年　ぶんか社）　ISBN 4821150557
- （中筋純） 『廃墟本2』（2007年　ミリオン出版）　ISBN 4813020542
- （中筋純） 『廃墟本3』（2009年　ミリオン出版）　ISBN 4813020968
- （中筋純） 『廃墟手帳』（2009年　ミリオン出版）　ISBN 4813021107
- （中筋純） 『廃墟旅』（2009年　アスペクト）　ISBN 4757217242
- （中筋純） 『廃墟本4』（2011年　ミリオン出版）　ISBN 4813021468

### 連載
- 「廃墟探訪」『漫画実話ナックルズ』（1987年〜　大洋図書）

## 訴訟問題
2005年刊行の著書『廃墟街道』にて静岡県焼津市の国道150号沿いに所在する現役営業中の飲食店を廃墟と誤認して掲載したため、翌年その飲食店から訴えられる。最終的に謝罪及び慰謝料の支払いを行い、『廃墟街道』は回収・断裁・絶版となった。